# Protium dawsonii
Protium dawsonii är en tvåhjärtbladig växtart som beskrevs av José Cuatrecasas. Protium dawsonii ingår i släktet Protium och familjen Burseraceae. Inga underarter finns listade i Catalogue of Life.